# 普拉夫尼克島
44°58′02″N 14°31′30″E / 44.96722°N 14.52500°E

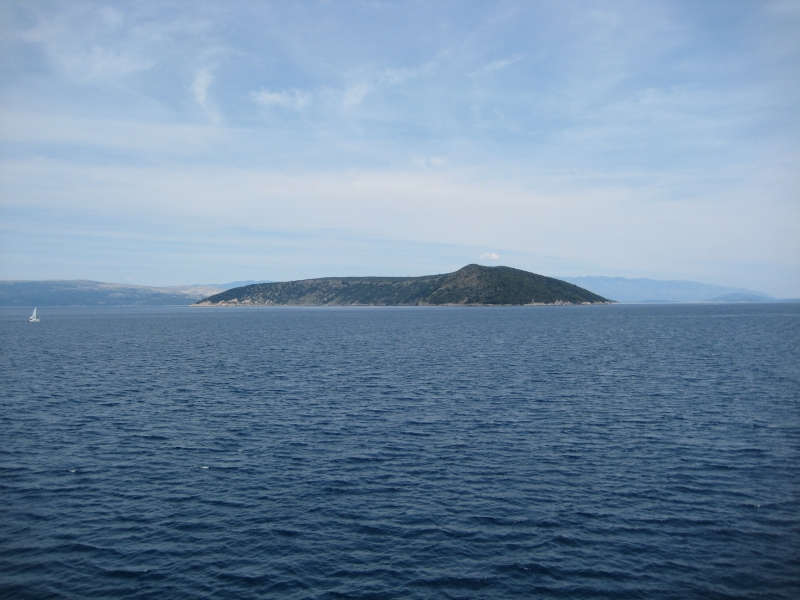

普拉夫尼克島是克羅地亞的島嶼，位於克瓦內爾灣，由濱海和山區縣負責管轄，長6.3公里、寬2.3公里，面積8.64平方公里，最高點海拔高度194米，島上無人居住。

## 外部連結
- Plavnik at CroatiaTouristCenter.com